# QWERTZ 자판

독일과 오스트리아에서 쓰이는 QWERTZ 자판

스위스에서 쓰이는 QWERTZ 자판

QWERTZ 자판(쿼즈 자판)은 독일어권에서 사용되는 타자기/컴퓨터 자판 배열이다. QWERTY 자판에서 Z가 Y보다 많이 쓰이고, 또 Z와 A가 연달아 나오는 경우가 많아 자판의 배열을 바꾼 것이다.
독일, 리히텐슈타인, 오스트리아, 스위스(독일어권), 체코, 슬로베니아(QWERTY와 병기), 크로아티아에서 채택해서 쓰고있다.

## 개요

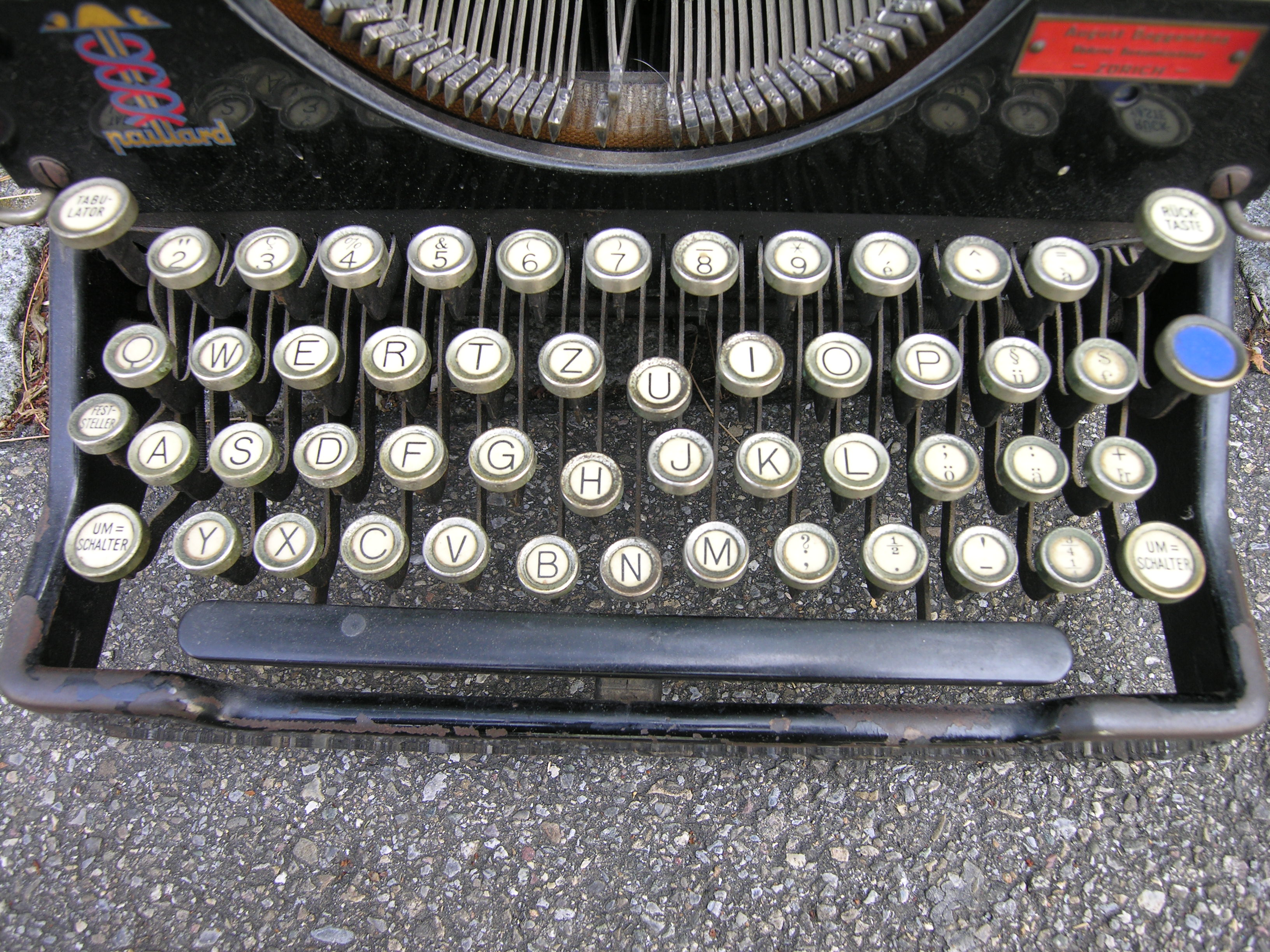
구 스위스 타자기의 QWERTZ 배열

QWERTZ와 QWERTY의 주요 차이점은 Z키와 Y키의 위치가 바뀌었다는 것이다. 이러한 변화는 두 가지 주요 이유로 이루어졌다.
- 독일어에서 "Z"는 "Y"보다 훨씬 많이 쓰인 문자였다. 이는 현재에서도 유효하며, "Y"는 외래어로부터 그대로 들여온 철자나 바이에른의 루트비히 1세의 영향을 받은 옛 독일어의 그리스화을 반영하는 단어 외에는 거의 나타나지 않는다.
- 독일어 맞춤법에서는 "T"와 "Z"가 나란히 나타나는 경우가 많으며, 두 개의 키를 별도의 손으로 입력하여 타자기의 걸림을 줄일수 있다.

다른 비영어 키보드와 유사한 점은 아래와 같다.:
- 키보드별로 언어별 문자(예: 독일어 및 오스트리아어 키보드의 움라우트 모음 (ä, ö, ü))를 포함하도록 조정되었다.
- QWERTZ 키보드는 일반적으로 오른쪽 Alt 키를 Alt Gr 키로 변경하여 3개 문자키를 입력할 수 있도록 하였다. 이는 키보드 크기를 과도하게 늘리지 않으면서 언어별 문자와 프로그래머가 필요로 하는 ASCII의 특수 기호를 입력할 수 있는 방안이 되기 때문이다.
- 영어판(영국 및 미국) QWERTY 키보드와 비교할 때 일부 특수 기호의 배열이 변경되었다.

일부 특수키 글자는 약어 대신 그래픽 기호로 변경되는 경우가 많다(예: caps lock은 아래를 가리키는 속이 빈 화살표가 되고, 백스페이스는 왼쪽을 가리키는 화살표가 된다). 독일어 키보드와 오스트리아어 키보드에서 다른 약어 표기의 대부분은 독일어로 되어 있다: Ctrl 키는 독일어 Steuerung 축약한 "Strg"로, Delete 키는 entfernen를 축약한 "Entf"로 표기되어 있다. 그러나 숫자 키패드의 Esc 키 및 Enter 키는 번역되지 않는다.

## 변형
QWERTZ 배열은 독일과 라틴 문자를 사용하는 대부분의 중부 유럽 및 발칸 국가에서 상당히 광범위하게 사용된다. 독일어를 사용하는 많은 지역에서는 이 배열을 사용하지만, 독일어를 사용하는 벨기에의 독일어 사용지역은 대신 AZERTY를 사용한다.

### 알바니아어
QWERTZ는 마이크로소프트 윈도우에서 알바니아어를 위한 기본 자판 배열이다.

### 독일, 오스트리아

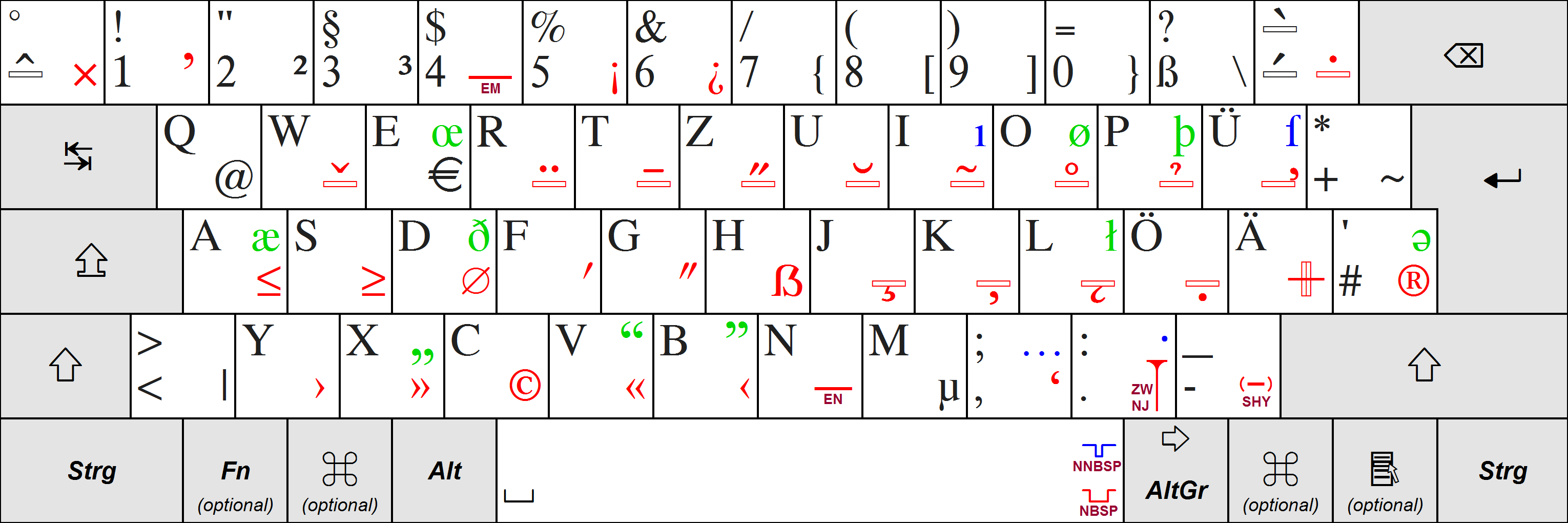
DIN 2137:2012-06에 따른 “T2” 독일어 키보드 배열
기존 “T1” 배열에도 포함된 문자는 검정색으로 표시되었다.

독일과 오스트리아에서 일반적으로 사용되는 PC 자판 배열은 독일 표준 DIN 2137-2의 이전판(1988년 10월)에 정의된 것을 기반으로 한다. 현행판 DIN 2137:2012-06에서는 이를 "T1"(Tastaturbelegung 1 또는 "자판 배열 1")이라고 부르며 3개 배열 중 1번째(기본)로 표준화되었다.
데드 키를 사용하여 “ä”와 같은 악센트 문자를 입력하고, AltGr 키를 사용하여 3개 문자키( “[”, “]”, “@”, “€”, “µ”)를 입력할 수 있다. 2012년 독일 표준의 2012년판에 명시된 “T2” 판은 그룹 선택(group selection)을 사용하여 긴 S(ſ)같은 특수 문자 또는 “Æ” 또는 “Ə”과 같은 외국어 문자를 입력할 수 있다.

#### 소르브어
소르브어 QWERTZ는 독일어 배열과 사실상 동일하지만, 추가 소르브 문자를 데드 키로 입력할 수 있으며, 세 가지 배열이 있다. 모두 Windows에서 지원된다.(Windows 7 이상에만 해당).

### 체코어 (QWERTZ)

체코어 QWERTZ 자판 배열

체코에서는 일반적으로 QWERTZ 자판이 사용되지만, 비공식적으로 QWERTY 자판의 변형을 사용하기도 한다. 체코의 미국 자판의 문자(@#$&\|[]{}<>^`~*)와 체코 기계식 타자키 자판에서 누락된 일부 문자 및 분음부호(÷×¤€ßĐđŁł°˘˝·˛¸)는 AltGr 키로 불러올 수 있다. 그림의 배열은 윈도우에서 지원된다.

### 헝가리어

헝가리어 자판 배열

대체 헝가리어 자판 배열

일부 키보드에서는 "ű" 키가 엔터 키의 왼쪽에 있는 반면, 다른 키보드에서는 백스페이스 키의 왼쪽에 위치한다.(오른쪽의 두 그림 참조)
이 헝가리어 자판 배열의 특이한 기능은 0의 위치인데, 1의 왼쪽에 위치하며, 악센트 부호가 있는 문자 대부분은 키보드의 오른쪽에 위치하기도 하다.
공식 배열은 QWERTZ 자판으로, 헝가리내에서 가장 널리 사용되는 자판 배열이다. QWERTY는 구형 컴퓨터에서 헝가리 전용 배열이 없었던 과거에 널리 보급되었지만, 헝가리 전용 배열이 널리 보급된 현재에는 거의 모든 사람이 일상적인 컴퓨터 작업에서 QWERTZ를 사용한다.
"ISO" 키보드(두 그림에서와 같이)에서 í는 왼쪽 시프트 키의 오른쪽에 위치한다. 해당 키가 없는 101/102 키보드에는 이에 대응하기 위해 MS 윈도우 QWERTY 배열은 일반적인 0키 자리에 í를 배열하고 0은 해당 키의 AltGr/Option 자리로 이동했으며, Mac에서는 두 배열(QWERTY 및 QWERTZ)이 모두 이러한 적용을 가진다.

### 폴란드어

PN-87에 따른 타자기용 폴란드어 자판.

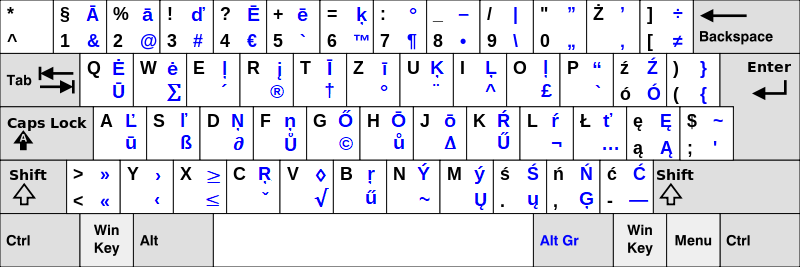
매킨토시 폴란드어 QWERTZ 자판.

폴란드에서는 QWERTZ 자판의 변형이 사용되었으나, 1990년대 초부터 QWERTY 자판이 우세했다.

### 루마니아어

윈도우 9x/ME/2000/XP 루마니아 자판 배열.

SR 13392:2004 표준에 의해 확립된 표준 자판 배열은 QWERTY이다. 그러나 윈도우 9x/2000/ME/XP에서 루마니아어 QWERTZ 자판(기존 표준에 대응)이 설치되었다. "Ș"(S-콤마)와 "Ț"(T-콤마)가 "Ş"(S-세디유)와 "Ţ"(T-세디유)와 합치기전에 고안되었기 때문에, 세디유가 있는 문자로 표기되어 있다. 2012년에는 반점으로 개정이 이루어졌다.

### 슬로바키아어 (QWERTZ)

슬로바키아어 QWERTZ 자판 배열.

슬로바키아의 타자기는 체코 타자기에 사용되는 배열과 유사한 QWERTZ 배열을 사용했다. 슬로바키아어 QWERTZ 배열은 각각 체코어 키보드의 ě 대신 ľ, ř 대신 ť, ů 대신 ô가 위치한다. 2개 문자키의 경우, 체코어의 ( )가 슬로바키아어에서는 ň )로 대체되어 있다. 슬로바키아어 문자(ľščňťžôúáíýéä°´ˇ§)로 인해 슬로바키아어 키보드에서는 미국 키보드의 17개 문자(@#$&\|[]{}<>^`~*')가 누락되었다. 사용자는 AltGr 키로 불러올 수 있으나, 불러올 수 있는 문자 위치는 운영체제에 따라 다르다. 타자기 시대에서 계승된 QWERTZ 배열 외에도, 슬로바키아의 컴퓨터 사용자들은 QWERTY 배열도 사용한다. 유일한 차이점은 Y 키와 Z 키가 바뀌어 있다는 점이다.

### 구유고슬라비아 (라틴 문자)

보스니아어, 크로아티아어, 세르비아어, 슬로베니아어 자판 배열

보스니아어, 크로아티아어, 세르비아어(라틴 문자), 슬로베니아어 자판 배열은 Č, Ć, Ž, Š, Đ 문자 5개를 추가로 가지고 있다. 이 자판 배열은 1980년대에 유고슬라비아에서 표준화되었다. Ć, Đ 문자는 가이 라틴 문자의 일부일 뿐 슬로베니아어 문자의 일부는 아니지만, 슬로베니아어 키보드에 남아있다.(경제적 이유, 역사적 이유, 밀접하게 연관된 남슬라브어군의 단어 쓰기). Ž은 더 긴 백스페이스 키와 ㄱ자형 Enetr 키를 가진 키보드의 Ć 키 오른쪽에 있다. 배치는 비알파벳 문자의 경우 AltGr(오른쪽 Alt) 키를 많이 사용하고 라틴 문자에 분음부호를 추가하는 경우 데드 키 조합을 많이 사용한다. 보스니아어/크로아티아어/세르비아어 자판 배열만으로 독일어와 이탈리아어를 입력 할 수 있다.
새로운 슬로베니아어 자판 배열에 제안된 변형이 있는데, 상단 배열에서 Ć 및 Đ가 제거되고 대신 @가 추가되었다. 명령키도 슬로베니아어로 번역되고 약간의 2단계 배열 변경이 이루어진다.
세르비아어의 경우 Q와 W가 각각 Љ (Lj) 및 Њ (Nj)로 대체된 키릴 자모 자판변형도 있다.
그러나 크로아티아어용 애플 키보드는 QWERTY 자판을 사용한다.

### 스위스 (독일어, 프랑스어, 이탈리아어, 로망슈어), 리히텐슈타인, 룩셈부르크

스위스 자판 배열

스위스 자판 배열은 국가 표준 SN 074021:1999에 의해 정해졌다. 프랑스어, 독일어, 이탈리아어의 자주 사용되는 분음부호를 쉽게 입력할 수 있도록 설계되었다. 스위스 독일어(SG)와 스위스 프랑스어(SF) 배열의 차이점은 독일어판에는 데드 키 없이 입력할 수 있는 독일어 움라우트 문자(ä, ö, ü)가 있고 프랑스어판에는 프랑스어 악상 문자(é, à, è)가 있는 것이 특징이다. 실제 키보드에는 두 가지 변형 모두에 대한 키가 표시되어 있으며, 차이점은 드라이버 설정에만 있다. 최신 버전의 윈도우에는 스위스 이탈리아어 및 스위스 로망슈어 시용 드라이버 설정이 별도로 나열되어 있지만, 각각 스위스 프랑스어 및 스위스 독일어 배열에 해당된다. Mac OS X 10.6에서는 스위스 프랑스어와 스위스 독일어만 사용할 수 있다.
윈도우에서 스위스 독일어는 독일과 오스트리아에서만 사용되는 에스체트(ß)를 포함하지 않는다. 즉, 스위스에서는 해당 문자가 중요하지 않으므로 키보드에서 찾을 수 없다. 리눅스는 일반적으로 AltGr-s에 ß를 할당하였다.
독일어 키보드는 키캡에 독일어 명칭(예: Ctrl 대신 Strg)으로 각인되어 있지만 스위스 키보드는 스위스의 국어 모두가 사용되므로 "중립" 대책으로 영어 약어를 사용한다.
룩셈부르크에는 자체 자판 배열이 없다. 공공 교육 및 관리는 룩셈부르크용 Microsoft Windows 표준 키보드 레이아웃으로 표시되는 스위스-프랑스어 키보드를 사용한다. 리히텐슈타인은 주로 스위스 독일어와 리히텐슈타인 독일어 방언을 사용하므로 ß 문자없이 스위스 독일어 배열을 사용한다.

## 같이 보기
- QWERTY 자판
- AZERTY 자판
- 드보락 자판
- JCUKEN 자판
- 자판 배열